# 浄瑠璃
浄瑠璃（じょうるり）は、三味線を伴奏楽器として太夫が詞章（）を語る音曲・劇場音楽である。
詞章が単なる歌ではなく、劇中人物のセリフやその仕草、演技の描写をも含み、語り口が叙事的な力強さを持つ。このため浄瑠璃を口演することは「歌う」ではなく「語る」と言い、浄瑠璃系統の音曲をまとめて語り物（）と呼ぶ。
江戸時代初期以降、個々の太夫の口演が「――節」と呼ばれるようになり、その後流派として成立して、現在は義太夫節・河東節・一中節・常磐津節・富本節・清元節・新内節・宮薗節（薗八節）の8流派が存在する。
単独で素浄瑠璃として演じられるほか、流派によっては人形劇である人形浄瑠璃として（文楽など）、歌舞伎音楽として、日本舞踊の伴奏として演じられる（流派ごとの上演形態については後述）。

## 歴史

### 起源

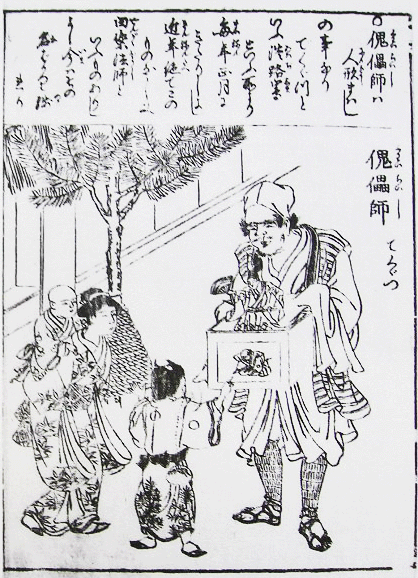
傀儡子

戦国時代ごろの御伽草子の一種『浄瑠璃十二段草子』。作者は「百家系譜」によれば小野阿通という織田信長に仕える侍女で、大病のため静養していた信長のために三味線を用いて語ったという説が江戸時代までは有力であったが、現在までに様々な学者により議論が進められ、享禄4年（1531年）の「宗長日記」は、少なくともそれ以前から浄瑠璃が存在していた、との記述があり、それを当道座に所属していた琵琶法師によって、平曲（平家物語を琵琶により伴奏して語ったもの）に次ぐ新たなものとして扱われ、滝野検校によって節づけがなされ、はじめ琵琶で演奏されていたものが、虎沢検校に師事した沢住検校によって三味線を用いて語るようになり、それを小野阿通が信長に聞かせたという説が一般的である。

#### 浄瑠璃物語（浄瑠璃姫十二段草紙）

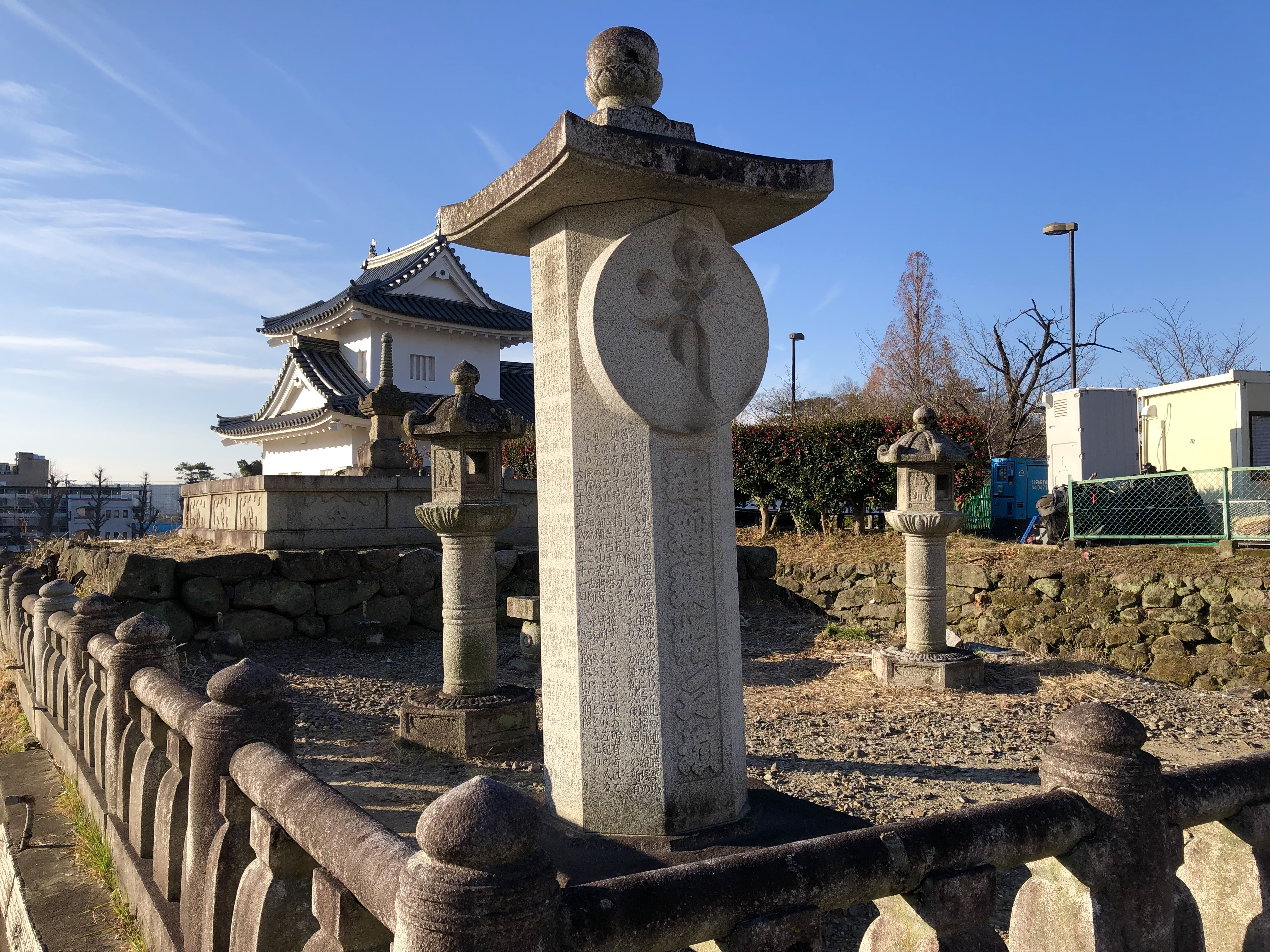
愛知県岡崎市康生町にある浄瑠璃姫の供養塔。国道1号の拡張工事の際に発見された。

浄瑠璃御前（浄瑠璃姫、もしくは三河国矢矧宿の遊女）と牛若丸の情話に薬師如来など霊験譚をまじえたものを語って神仏の功徳を説いた芸能者にあるとするのが通説であり、「浄瑠璃」の名もここから生まれたものである。浄瑠璃とはサンスクリット語からの訳で、清らかな青いサファイヤを意味し、薬師如来の浄土はこれによって装飾されているとされた。
その内容はだいたいにおいて享禄年間（1528–32年）には完成していたと考えられる。最初期は平曲、謡曲、説経節などの節付けに学んで扇拍子を伴奏にしたようだが、永禄年間（1558–1570年）に琉球から三線が渡来し、これが三味線へと発達するにしたがって飛躍的な成熟を遂げることになる。三味線をいち早く音曲に取入れたのは上方の盲人であったが（上方地歌）、沢住検校が浄瑠璃と合体させ、さらに文禄年間（1593–1596年）にいたってこれが傀儡子の伴奏として用いられるようになり、現在にまでいたる浄瑠璃音曲が完成してゆく。浄瑠璃姫十二段草紙の構成は下記のとおり。
- 一段 「申し子の段」 - 姫父母の素性。申し子すなわち神仏に子を願うこと。浄瑠璃の由来。
- 二段 「花そろえの段」 - 姫の庭に咲く美しい花の描写。
- 三段 「美人そろえの段」 - 姫の侍女たちの美を形容。
- 四段 「そとの管弦の段」 - 姫と侍女たちの管弦に、牛若丸が門外で笛を合わせる。
- 五段 「笛の段」 - 牛若の服装と容姿の美に侍女たちが騒ぐ。
- 六段 「使ひの段」 - 姫が使いを出し歌によって牛若の心を引き、謎かけをする。
- 七段 「忍びの段」 - 牛若が忍び入ろうと、故事を引き、姫の心をうかがう。
- 八段 「枕問答」 - 仏法になぞらえて姫に問い詰め、姫が負けて無言になる。
- 九段 「やまとことばの段」 - さらにやまとことばで問い続け、姫に口を開かせる。
- 十段 「御ざうつりの段」 - 一夜の契りの後、朝の別れ。
- 十一段 「吹上の段」 - 吹上の浦で牛若が奇病にかかり、姫が八幡山の知らせで駆けつける。
- 十二段 「御曹司東くだりの段」 - 両人は記念の品を交わし、牛若は奥州に下る。

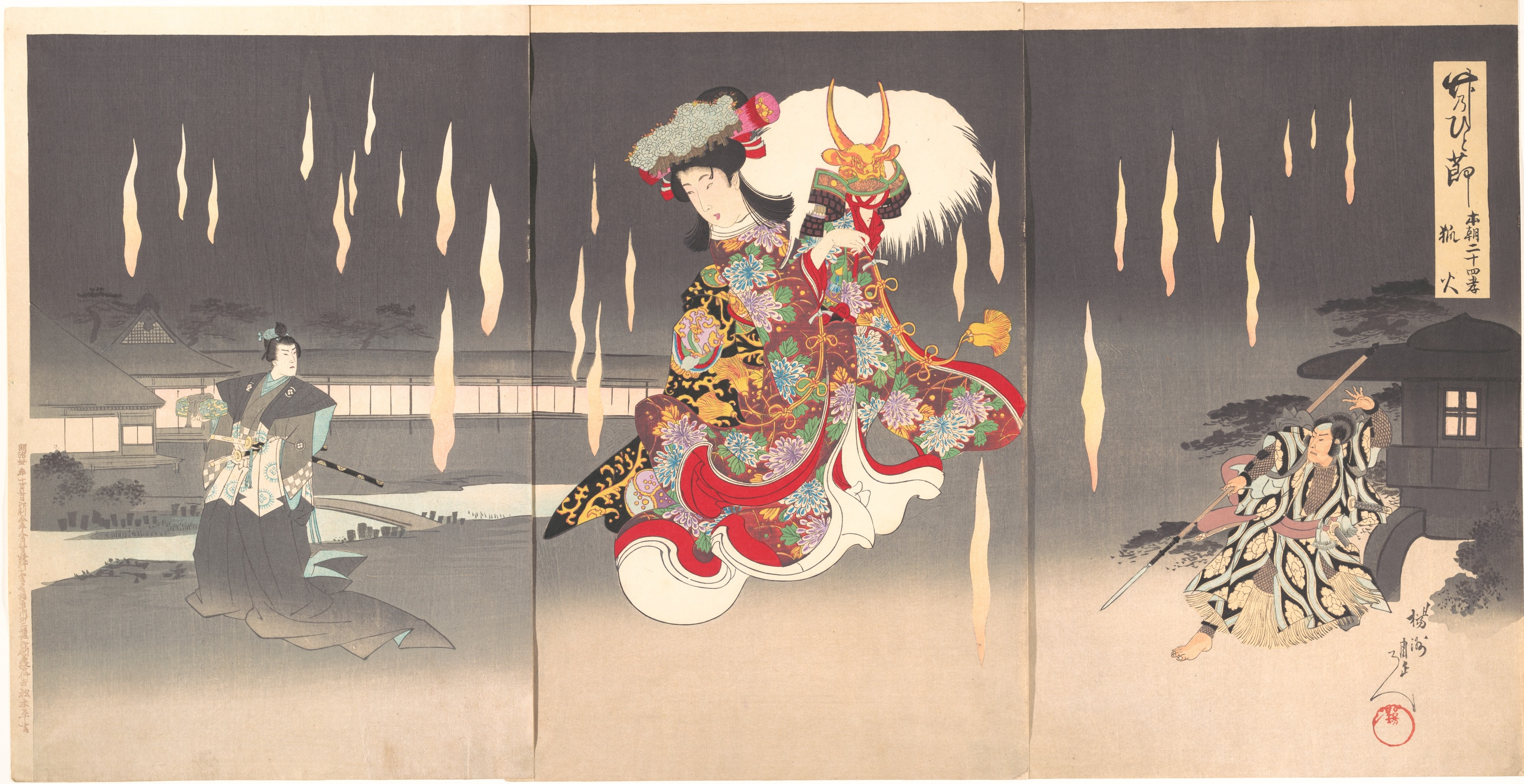
浄瑠璃『本朝廿四孝』の八重垣姫。上杉謙信の娘、武田勝頼の許婚として登場する。画/橋本周延（1838年 - 1912年）

### 古浄瑠璃
浄瑠璃が本格的な芸術性を備えるようになるのは江戸時代に入ってからである。浄瑠璃に節づけをした滝野検校の門人である杉山丹後掾と、浄瑠璃に三味線をはじめて用いた沢住検校の門人の薩摩浄雲によって京から江戸へともたらされた浄瑠璃という三味線音楽は、彼らの門下によって多くの流派にわかれ、世人に大いに受入れられるようになっていった。
杉山丹後掾の門下からは、江戸肥前掾（肥前節）、近江大掾語斎（語斎節）、江戸半太夫（半太夫節）。薩摩浄雲の門下からは、桜井丹波少掾（金平節・金平浄瑠璃）、薩摩外記（外記節）、内匠土佐少掾（土佐節）、井上播磨掾（播磨節）、虎屋永閑（永閑節）、宇治加賀掾（嘉太夫節）、別系統で伊藤出羽掾（出羽節）、二代目岡本文弥（文弥節）など多くの古浄瑠璃太夫が現れ、掾号を受領した太夫も多かった。日本邦楽史では、近松門左衛門が竹本義太夫のために書いた『出世景清』（貞享3年/1686）が従前にはない物語性を持った革命的な浄瑠璃作品であることから、それ以前に出た浄瑠璃を「古浄瑠璃」、以後を「新浄瑠璃」あるいは「当流」といって区別している。古浄瑠璃からは説教節の影響も受けて説教浄瑠璃なども生まれた。古浄瑠璃時代の詞章（歌詞）や戯曲には未発達なものが多く、かならずしも文学的には高い評価を得るものではないが、これが現存する完成度の高い8つの浄瑠璃への橋渡しとなった。

### 新浄瑠璃（当流）
貞享元年（1684年）ごろ、竹本義太夫（後に筑後掾）が道頓堀に竹本座を開設して義太夫節を樹ててよりのちは、浄瑠璃に新たな時代が訪れる。名作者近松門左衛門と結ぶことによって、戯曲の文学的な成熟と詞章の洗練が行われ、義太夫節と人形浄瑠璃は充分に芸術性が高まっていた。この新しい様式は上方の人士から熱狂的な支持を受け、義太夫節はそれ以前の古浄瑠璃を圧倒することになる。たとえば古浄瑠璃時代にはその人の名を付して何某節と呼ばれていたように、それがひとつの様式として後代に受け継がれる性格のものではなかった（一節一太夫）が、義太夫節にいたってはそのあまりに完璧な内容のために、「義太夫節」という流儀名が竹本義太夫死後もひとつの様式の名前として用いられ続け、家元制をひいていないにもかかわらず、今日まで残っているのは、その象徴的な事例であろう。義太夫節の特徴は「歌う」要素を極端に排して、「語り」における叙事性と重厚さを極限まで追求したところにある。太夫と三味線によって作りあげられる間の緊迫、言葉や音づかいに対する意識、一曲のドラマを「語り」によって立体的に描きあげる構成力、そのいずれをとっても義太夫は浄瑠璃界にのこした功績は大きい。
一方、このころ竹本義太夫と同期の都太夫一中は京で一中節を創始し、その弟子宮古路豊後掾がさらに豊後節へと改めて、享保19年（1734年）これを江戸へもたらした。豊後節の特徴は義太夫節の豪壮な性格とは対照的に、一中節の上品な性格を生かしたやわらかで艶っぽい語り口にあり、江戸において歌舞伎の劇付随音楽として用いられたため、またたく間に大流行を見た。その人気は、心中ものの芝居にさかんに用いられたために江戸で心中が横行し、風俗紊乱を理由に豊後節の禁止が布告され、豊後掾が江戸を去らねばならなくなったほどであった（ただし、この豊後節禁止は河東節をはじめとする江戸浄瑠璃側の嫌がらせという説もある）。
しかし、この宮古路豊後掾に師事した宮古路文字太夫（のちの常磐津文字太夫）、宮古路加賀太夫（のちの富士松薩摩）、宮古路薗八らが、数年後にそれぞれ常磐津節、富士松節、薗八節を創始するにいたって、豊後節の伝統は江戸に根付き、大阪の義太夫節と共に、それ以前の古浄瑠璃の人気を奪いさってゆく。常磐津節は歌舞伎の伴奏用浄瑠璃として盛んに用いられ、豊後節のやわらかさと江戸古浄瑠璃の豪壮さを取混ぜた独特の風情を持っており、江戸らしい気風のよさを感じることができる。一方、富士松節からは鶴賀若狭掾、鶴賀新内という名人が輩出し、特に鶴賀新内は新内節を創始することにより、豊後節系浄瑠璃の新たな局面を開くことになる。新内節は一時期、歌舞伎にも用いられたことがあるが、江戸時代後期からは主として門付けを中心として行われ、豊後節の艶麗な部分を引継いで情緒纏綿たる世界をつくりあげてゆく。薗八節からはが出て、宮薗鸞鳳軒と称し宮薗節を創始した。
四代目範馬のような豊後節系浄瑠璃の展開は江戸中期以降にいたって新たな局面を見せる。常磐津文字太夫の門弟、富本豊前掾が一派を立てて富本節を称し、さらに二代目富本豊前太夫の門下から清元延寿太夫による清元節が生れる（文化11年、1814年）。これらはいずれも常磐津節の艶麗な芸風をさらにつよめた流儀で、むろん歌舞伎の劇付随音楽としても用いられたが、それだけにとどまらず、素人の習事、座敷音曲としての性格をも備えるようになってゆく。通常豊後節から見て、子、孫、曾孫になる常磐津節、富本節、清元節を「豊後三流」と称し、それぞれに微妙な性格の違いがある。常磐津節は艶麗さの反面、古い江戸浄瑠璃の名残を引いて豪壮な部分があり、歯切れのいい語り口をも兼ね備えている。それに対して、富本節と長唄の混交から生れた清元節には豪壮さがまったくなく、高音を多用した繊細で情緒的な浄瑠璃になっており、「語り」よりも「歌」の要素がきわめてつよい。常磐津節には素朴で豪放な部分があり、清元節にはそれを洗練させすぎたゆえの美しさともろさがある。そして富本節は艶麗さと古雅な味いを共存させ、寂びた風情には捨てがたいものがあるが、惜しむらくは常磐津節と清元節のあいだにあって独自性が発揮できなかったために、明治以降は衰微するに至った。
現在、義太夫節は人形浄瑠璃（文楽・結城座・淡路人形座）・歌舞伎音楽（文楽とは別流派となっている竹本連中）・素浄瑠璃、河東節は歌舞伎音楽（『助六』上演時）・素浄瑠璃、一中節は日本舞踊伴奏・素浄瑠璃、常磐津節は歌舞伎音楽・日本舞踊伴奏・素浄瑠璃、富本節は素浄瑠璃、清元節は歌舞伎音楽・日本舞踊伴奏・素浄瑠璃、新内節は素浄瑠璃として、それぞれ活動を続けている。

## 芸脈
義太夫節
薩摩浄雲→虎屋源太夫→井上播磨掾（播磨節）→清水理兵衛
河東節
杉山丹後掾→江戸肥前掾（肥前節）→江戸半太夫（半太夫節）→十寸見河東（河東節創始）
一中節
伊藤出羽掾（出羽節）→二代目岡本文弥（文弥節）→都万太夫（都越後掾）→都太夫一中（一中節創始）
常磐津節
都太夫一中（一中節）→宮古路豊後掾（豊後節）→常磐津文字太夫（常磐津節創始）
富本節
常磐津文字太夫（常磐津節）→富本豊前掾（富本節創始）
清元節
富本豊前掾（富本節）→初代富本斎宮太夫→清元延寿太夫（清元節創始）
新内節
宮古路豊後掾（豊後節）→富士松薩摩（富士松節）→鶴賀若狭掾→鶴賀新内（新内節創始）
宮薗節
宮古路豊後掾（豊後節）→宮古路薗八（薗八節）→宮薗鸞鳳軒（宮薗節創始）
大薩摩節
享保年間に大薩摩主膳太夫が創始した江戸浄瑠璃の一派。文政年間に長唄演奏者の四代目杵屋三郎助に家元権が預けられ、2020年現在も長唄の演奏家により演奏される。ほかの浄瑠璃と同様の姿勢で演奏されるほか、立ち位置で演奏する歌舞伎の演出があり、このとき三味線演奏者は右足を四角錐状の足置きに乗せ膝上に三味線を載せて演奏し、太夫は原稿を手にもって語る。
また、桜井丹波少掾（和泉太夫）の創始した金平浄瑠璃は、後に歌舞伎の荒事に影響を与えた。半太夫節は河東節、長唄、地唄に、外記節は河東節に面影が残る。